# Mikko Kozarowitsky
Michael Kozarowitzky, detto Mikko (Helsinki, 17 maggio 1948), è un ex pilota automobilistico finlandese.

## Carriera
Inizia la carriera motoristica nella  VW Gold Cup nella Formule Super V nel 1975. Nel 1976 tenta, senza grande successo, di passare in Formula 2 al volante prima di una Lola poi di una March con la Scuderia Project Four (il cui team manager era Ron Dennis). In 10 tentativi non si qualificherà 6 volte e tre sarà costretto al ritiro.
Nel 1977 passa alla Formula 1. Con una March privata (team RAM) sarà iscritto a cinque Gran Premi, ma cercherà di qualificarsi solo in Svezia e in Gran Bretagna, senza peraltro farcela.
L'anno seguente avrebbe dovuto essere ingaggiato dalla BRM, ma problemi finanziari della scuderia britannica gli impediscono di correre. Correrà per qualche tempo ancora nella Formula Atlantic, senza successi di rilievo.

## Risultati in Formula 1
| 1977 | Scuderia   | Vettura   |  |  |  |  |  |  |  |    |  |     |  |  |  |  |  |  |  | Punti | Pos. |
| ---- | ---------- | --------- |  |  |  |  |  |  |  | -- |  | --- |  |  |  |  |  |  |  | ----- | ---- |
| 1977 | RAM Racing | March 761 |  |  |  |  |  |  |  | NQ |  | NPQ |  |  |  |  |  |  |  | 0     |      |

| Legenda | 1º posto     | 2º posto | 3º posto    | A punti         | Senza punti/Non class.  | Grassetto – Pole position Corsivo – Giro più veloce |
| Legenda | Squalificato | Ritirato | Non partito | Non qualificato | Solo prove/Terzo pilota | Grassetto – Pole position Corsivo – Giro più veloce |